# Shanty Singers i Åbo
Shanty Singers i Åbo är en manskör som grundades 1970 i Åbo på initiativ av Olle Söderholm med syfte att upprätthålla den tradition av arbetssånger (shanties) som förr förekom på segelfartyg i handelstrafik. Den bestod ursprungligen av pensionerade sjökaptener som rundat Kap Horn, men numera kan även andra bli medlemmar i kören, som sedan 1999 är registrerad som en förening.
Shanty Singers i Åbo har haft kontinuerliga framträdanden sedan bildandet. Deras första musikalbum Many Thousand Miles Behind Us utkom 1979, vilken följdes av den i samarbete med Finlands svenska folkmusikinstitut kassetten Homeward bound (1986). Senare har utkommit CD-skivorna Strike the Bell (2000) och Blow ye Winds  (2008).